# Karangtempel
Karangtempel is een bestuurslaag in het regentschap Semarang van de provincie Midden-Java, Indonesië. Karangtempel telt 5070 inwoners (volkstelling 2010).